# Илюстрован ръкопис от Келс
Илюстрованият ръкопис от Келс или Книгата от Келс е ранносредновековен илюстрован ръкопис, съдържащ евангелията на Матей, Марк, Лука и Йоан, заедно с някои допълнителни предговори и коментари.
Книгата от Келс е евангелска книга, съдържаща четирите разказа за живота на Христос, които формират Новия Завет на Библията. Това е едно от малкото оцелели ценни примери на влиятелна традиция в производството на книги, която процъфтява в Ирландската църква през осми и девети век. Името на ръкописа произлиза от манастира в Келс в Ирландия. Манастирът е основан около 807 г. от монаси, които бягат от атаките на викингите над манастира Йона, край западния бряг на Шотландия.
Въпреки че е невъзможно да се датира ръкописът с абсолютна сигурност, общовъзприето е, че той вероятно е започнат в Йона в края на осми век и може би е пренесен в Ирландия за безопасност преди неговото завършване. Той остава в Келс до края на седемнадесети век, когато е пренесен в Trinity College в Дъблин за съхраняване.
Илюстрованият ръкопис от Келс свидетелства за средновековния живот в Ирландия. В периода между XI и XII век, празни участъци между неговите страници са използвани за документиране на сделки със земя в и около селището Келс. Днес това би било разглеждано като вандализъм, но по онова време доказателството за собственост върху земята е подчертано, ако е записано на стари ръкописи или свитъци. Вероятно свещеният характер на книгата също е помагал за укрепването на правната връзка.